# Szvalyavka
Szvalyavka (ukránul: Свалявка) település Ukrajnában, Kárpátalján, az Ungvári járásban.

## Fekvése
Perecsenytől délkeletre, Turjasebes mellett fekvő település.

## Története
Szvalyavka 1945 után alakult, Turjasebes határából.